# Helmküla
Helmküla – wieś w Estonii, w prowincji Parnawa, w gminie Varbla.